# اشکال خطاب‌کردن در بریتانیا
در بریتانیا اشکال مختلفی به عنوان پیش‌وند احترام‌آمیز برای خطاب‌کردن افراد وجود دارد که در فهرست زیر آورده شده است:
- اعلیحضرت: Majesty
- والاحضرت سلطنتی: Royal Highness
- محترم‌ترین: The Most Honourable
- حق احترام : The Rt Honorable
- محترم: The Honourable
- شریف‌ترین: The Much Honoured
- The Most Reverend
- The Rt Reverend
- The Very Reverend
- The Reverend
- The Venerable